# Heitlistock
Heitlistock är en bergstopp i Schweiz.   Den ligger i kantonen Obwalden, i den centrala delen av landet, 60 km öster om huvudstaden Bern. Toppen på Heitlistock är 2 146 meter över havet, eller 376 meter över den omgivande terrängen. Bredden vid basen är 5,4 km.
Terrängen runt Heitlistock är huvudsakligen mycket bergig. Närmaste större samhälle är Giswil, 5,9 km väster om Heitlistock. 
Trakten runt Heitlistock består i huvudsak av gräsmarker. Runt Heitlistock är det mycket glesbefolkat, med 3 invånare per kvadratkilometer.